# Crassispira bifurca
Crassispira bifurca é uma espécie de gastrópode do gênero Crassispira, pertencente à família Pseudomelatomidae.